# Otto Lampe

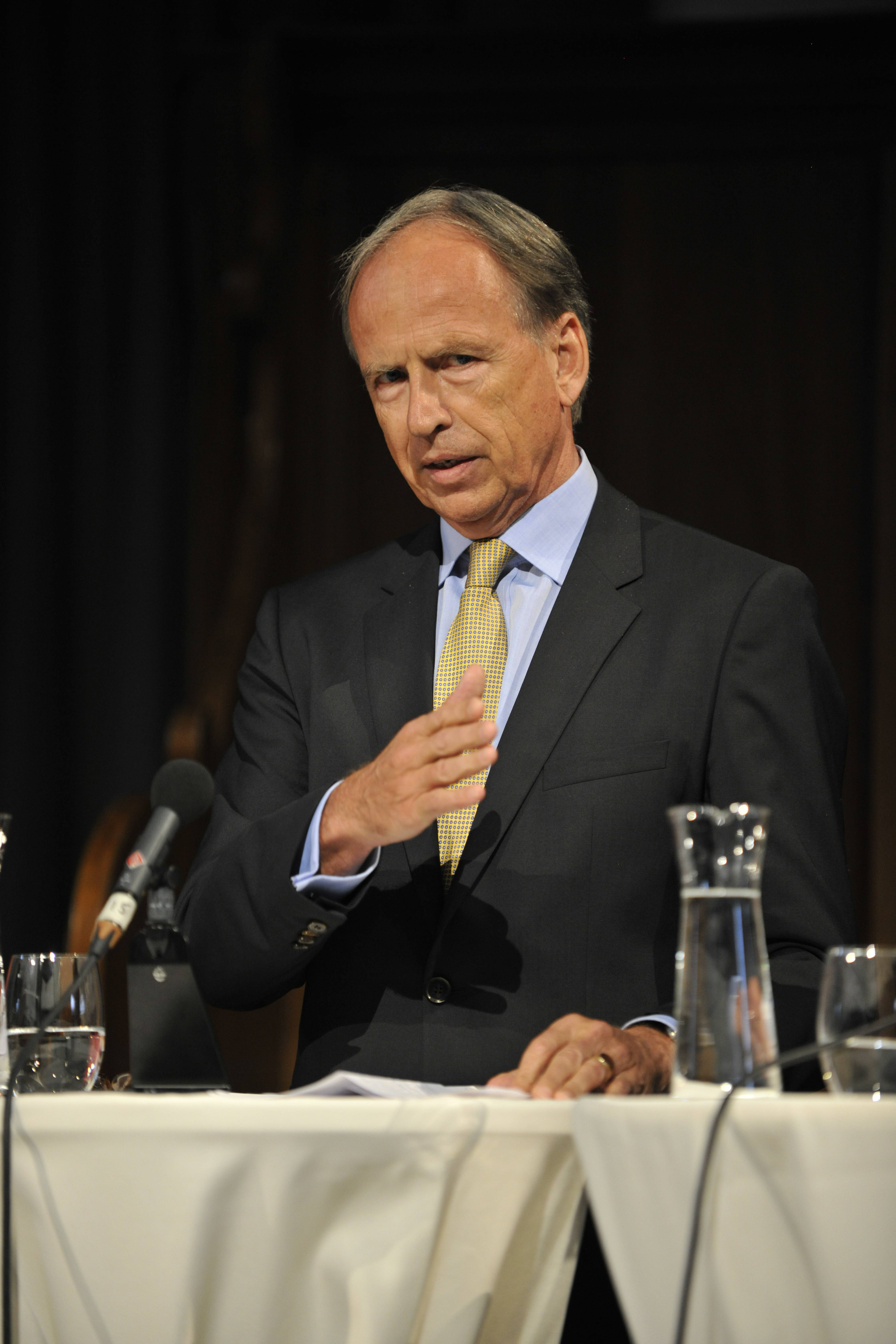
Otto Lampe (2013)

Otto Lampe (* 27. September 1951 in Hamburg) ist ein deutscher Diplomat im Ruhestand.

## Leben
Lampe studierte von 1973 bis 1978 Rechtswissenschaften an der Albert-Ludwigs-Universität Freiburg. Nach einem Praktikum bei den Europäischen Gemeinschaften in Brüssel war er von 1979/80 Forschungsassistent an der University of Cambridge. Nach der Ausbildung zum höheren Auswärtigen Dienst in Bonn-Ippendorf (1981–1983) wurde er 1984 mit einer völkerrechtlichen Arbeit promoviert.
Er war Konsul am Generalkonsulat São Paulo, Brasilien, (1983–1985), ständiger Vertreter des Leiters der Botschaft Luanda, Angola (1985–1988), Pressereferent im Auswärtigen Amt und Sprecher für europapolitische Fragen (1988–1991) sowie Botschaftsrat für politische Öffentlichkeitsarbeit in der Botschaft Lissabon, Portugal.
1994 wechselte er als Büroleiter von Staatsminister Helmut Schäfer nach Bonn. 1997 wurde er Referent für Außen- und Entwicklungspolitik der Bundestagsfraktion der FDP. 2002 übernahm er die Leitung des Arbeitsstabes Globale Fragen im Auswärtigen Amt, Berlin; 2005 wurde er Abteilungsleiter für Außenbeziehungen und Protokoll des Senats von Berlin. 2009/10 war für das NATO Defense College in Rom tätig. Von 2010 bis 2013 war er Beauftragter für die Vereinten Nationen im Auswärtigen Amt in Berlin.
Von September 2013 bis Ende Juni 2017 war Otto Lampe als Nachfolger von Peter Gottwald als Botschafter in der Schweiz und Leiter der Botschaft Bern bei gleichzeitiger Akkreditierung als Botschafter in Liechtenstein. Nach dem Ausscheiden aus dem aktiven diplomatischen Dienst war er von 2017 bis 2022 einer der zwölf Programmdirektoren in der Akademie des Auswärtigen Amts in Berlin.
Im Jahr 2021 übernahm Lampe die Markenrechte des Otto Meissners Verlag, Hamburg.

## Veröffentlichungen
- Otto Lampe: Die völkerrechtliche Situation des Kieler Kanals, Nomos-Verlagsgesellschaft, Baden-Baden 1985, ISBN 3-7890-1071-5.
- Otto Lampe: Diplomatenspass, Außendienst jenseits diplomatischer Routine, Frieling-Verlag, Berlin 2019, ISBN 978-3-8280-3524-9.
- Otto Lampe (Hrsg.): Mehrwert Diplomatie. Einblicke, Einsichten, Erkenntnisse, Otto Meißners Verlag, Berlin 2023, ISBN 978-3-8280-3765-6.

## Belege
1. ↑  Otto Lampe: Insel der Glückseligen. Leben in der Schweiz. In: Neue Zürcher Zeitung. 10. Juli 2017, S. 8, abgerufen am 10. Juli 2017.
2. ↑  Liste der Programmdirektoren des Training for International Diplomats. Abgerufen am 22. Februar 2021.

| Vorgänger      | Amt                                              | Nachfolger     |
| -------------- | ------------------------------------------------ | -------------- |
| Peter Gottwald | Deutscher Botschafter in der Schweiz 2013–2017   | Norbert Riedel |
| Peter Gottwald | Deutscher Botschafter in Liechtenstein 2013–2017 | Norbert Riedel |

| Personendaten    | Personendaten                       |
| ---------------- | ----------------------------------- |
| NAME             | Lampe, Otto                         |
| ALTERNATIVNAMEN  | Lampe, Wilhelm Otto; Lampe, W. Otto |
| KURZBESCHREIBUNG | deutscher Diplomat                  |
| GEBURTSDATUM     | 27. September 1951                  |
| GEBURTSORT       | Hamburg                             |